# Isocentris barnsalis
Isocentris barnsalis is een vlinder van de familie van de grasmotten (Crambidae). De wetenschappelijke naam van deze soort is voor het eerst voorgesteld door Pierre Viette in een publicatie uit 1957.
De soort komt voor op São Tomé.